# Angsar Mussachanow

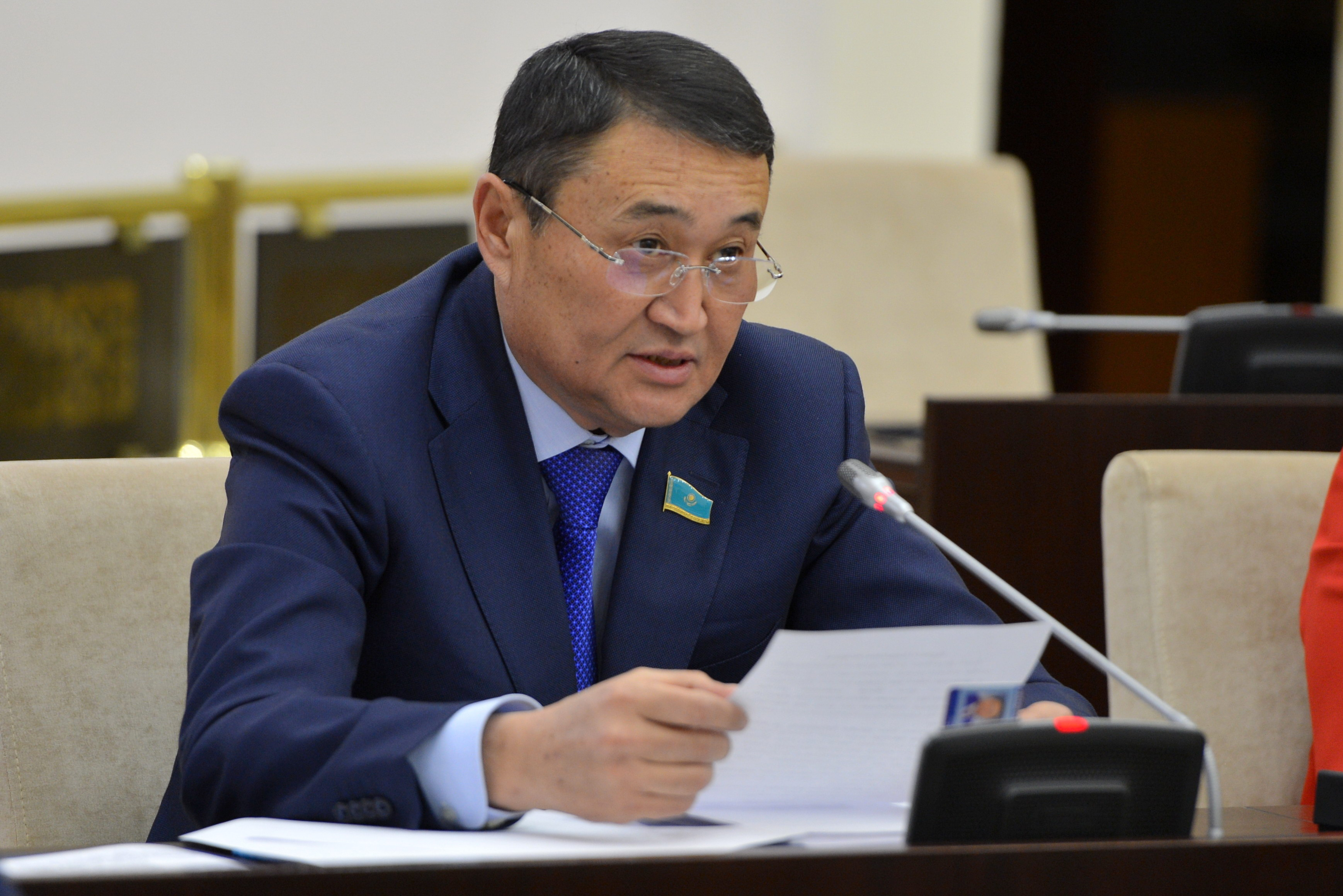
Angsar Mussachanow (2019)

Angsar Tursynchanuly Mussachanow (kasachisch Аңсар Тұрсынханұлы Мұсаханов, russisch Анзар Турсунканович Мусаханов Ansar Tursunkanowitsch Mussachanow; * 31. Juli 1966 in Aidarly, Kasachische SSR; † 19. Februar 2025) war ein kasachischer Politiker.

## Leben
Angsar Mussachanow wurde 1966 im Dorf Aidarly in der Oblast Alma-Ata geboren. Er absolvierte 1989 das Veterinärinstitut in Alma-Ata. 2006 machte er einen Abschluss in Management an der Kasachischen Nationalen Agraruniversität.
Nach seinem Studium am Veterinärinstitut arbeitete er als Tierarzt in einem landwirtschaftlichen Betrieb und seit 1996 war er Chefveterinär einer landwirtschaftlichen Genossenschaft. Im Jahr 1997 war er leitender Veterinär des Distrikts Temirschol des Bezirks Schambyl im Gebiet Almaty. Zwischen 1997 und 1998 war er Äkim (Gouverneur) dieses Distrikts, bevor er anschließend in die Privatwirtschaft ging. Von 2003 bis 2005 war er schließlich stellvertretender Leiter und dann Leiter der territorialen Verwaltung des Landwirtschaftsministeriums im Bezirks Qarassai. Von 2005 bis 2006 war er stellvertretender Äkim des Bezirks Ile und im Dezember 2006 wurde er zum Äkim des Bezirks Schambyl ernannt. Seit November 2007 war er Äkim des Bezirks Qarassai und im September 2009 wurde er zum Staatsinspektor der Präsidialverwaltung der Republik Kasachstan ernannt. Seit Juli 2010 war er stellvertretender Äkim des Gebietes Almaty und am 13. April 2011 wurde er zum Äkim des Gebietes ernannt. Diesen Posten hatte er bis zum 20. August 2014 inne. Seit Oktober 2014 war er Abgeordneter im kasachischen Senat.